# Chi Tràm
Chi Tràm (danh pháp khoa học: Melaleuca) là một chi thực vật có hoa trong họ Đào kim nương (Myrtaceae). Theo các ước tính khác nhau chi này chứa 220-236 loài, tất cả đều có mặt tại Úc với phần lớn các loài (khoảng 230) là đặc hữu của Úc, các loài còn lại có ở Malaysia, Indonesia, New Guinea, quần đảo Solomon và Nouvelle-Calédonie.

## Đặc điểm
Tùy theo loài mà chúng có thể là cây bụi hay cây thân gỗ, cao tới 2–30 m, thông thường với lớp vỏ cây dễ tróc. Lá của chúng là thường xanh, mọc so le, hình trứng hay mũi mác, dài 1–25 cm và rộng 0,5–7 cm, mép lá nhẵn, màu xanh lục sẫm hay xanh xám. Hoa mọc thành cụm dày đặc dọc theo thân, mỗi hoa với các cánh hoa nhỏ và một chùm nhị mọc dày dặc; màu hoa từ trắng tới hồng, đỏ, vàng nhạt hay ánh lục. Quả là dạng quả nang nhỏ chứa nhiều hạt nhỏ.
Chi Melaleuca có quan hệ họ hàng gần với chi Callistemon, khác biệt chính giữa hai chi là các nhị hoa nói chung rời ở Callistemon nhưng mọc thành chùm ở Melaleuca.
Trong tự nhiên, các loài Melaleuca nói chung được tìm thấy trong các rừng thưa, rừng gỗ hay vùng đất có cây bụi, cụ thể là dọc theo các dòng suối và rìa các đầm lầy.
Một loài tràm khá nổi tiếng là cây tràm trà (Melaleuca alternifolia, tiếng Anh gọi là "Tea tree", một số tài liệu dịch thành cây trà, dễ gây nhầm lẫn với các loài trong chi Camellia), là đáng chú ý vì tinh dầu của nó có tác dụng kháng sinh và kháng khuẩn, trong khi vẫn an toàn trong sử dụng đối với các ứng dụng đắp ngoài da. Nó được sản xuất ở quy mô thương mại, và được tung ra thị trường dưới tên gọi Tea Tree Oil. Cây tràm trà trên thực tế không dùng làm trà uống, nhưng có lẽ được đặt tên như vậy là do màu nâu của nhiều nguồn nước do lá rụng của loài này cũng như của các loài tương tự gây ra, ví dụ nổi tiếng xem hồ Brown (đảo Stradbroke)). Tên gọi "tràm trà" cũng được sử dụng cho chi có quan hệ họ hàng là Leptospermum. Cả Leptospermum và Melaleuca trên thực tế đều là các loại cây dạng sim của họ Myrtaceae.
Tại Australia, các loài Melaleuca đôi khi bị ấu trùng của các loài sâu bướm trong họ Hepialidae (chủ yếu là chi Aenetus như A. ligniveren) phá hại. Chúng đào bới thân cây theo đường nằm ngang rồi sau đó theo chiều dọc xuống phía dưới.
Melaleuca là các cây trồng phổ biến trong vườn ở cả Australia và các khu vực nhiệt đới khác trên khắp thế giới. Tại các đầm lầy ở Hawaii và Florida, Melaleuca quinquenervia (tràm lá rộng) đã được đưa vào nhằm hỗ trợ cải tạo hệ thống thoát nước của các khu vực trũng đầm lầy. Tuy nhiên, kể từ đó nó đã trở thành loài xâm hại nguy hiểm. Quần thể tràm đã gần như tăng lên gấp 4 lần ở miền nam Florida trong một thập kỷ, như được ghi chú trong SRFer Mapserver Lưu trữ ngày 7 tháng 9 năm 2007 tại Wayback Machine của IFAS.

## Các loài
Có hơn 200 loài tràm được công nhận, phần lớn trong số chúng là loài đặc hữu của Úc. Một số ít loài có mặt ở Malesia và 7 loài đặc hữu của New Caledonia.
Dưới đây là danh sách các loài:
- Melaleuca arenicola S.Moore, 1920
- Melaleuca acacioides F.Muell., 1862
- Melaleuca acuminata F.Muell., 1858
  - Melaleuca acuminata subsp. websteri (S.Moore) Barlow ex Craven, 1999
- Melaleuca acutifolia (Benth.) Craven & Lepschi, 2010
- Melaleuca adenostyla K.J.Cowley, 1990
- Melaleuca adnata Turcz., 1852
- Melaleuca aestuosa G.Forst., 1786
- Melaleuca agathosmoides C.A.Gardner, 1939
- Melaleuca alsophila A.Cunn. ex Benth., 1867
- Melaleuca alternifolia (Maiden & Betche) Cheel, 1924, - Arbre à thé
- Melaleuca amydra Craven, 1999
- Melaleuca apodocephala Turcz., 1852
- Melaleuca apostiba K.J.Cowley, 1990
- Melaleuca araucarioides Barlow, 1992
- Melaleuca arcana S.T.Blake, 1968
- Melaleuca argentea W.Fitzg., 1918
- Melaleuca armillaris (Sol. ex Gaertn.) Sm., 1797
- Melaleuca aspalathoides Schauer, 1844
- Melaleuca atroviridis Craven & Lepschi, 2004
- Melaleuca barlowii Craven, 1999
- Melaleuca basicephala Benth., 1867
- Melaleuca beardii Craven, 1999
- Melaleuca biconvexa Byrnes, 1984
- Melaleuca bisulcata F.Muell., 1862
- Melaleuca blaeriifolia Turcz., 1847
- Melaleuca boeophylla Craven, 1999
- Melaleuca borealis Craven, 1999
- Melaleuca bracteata F.Muell., 1858
- Melaleuca bracteosa Turcz., 1852
- Melaleuca brevifolia Turcz., 1852
- Melaleuca brevisepala (J.W.Dawson) Craven & J.W.Dawson 1998
- Melaleuca bromelioides Barlow, 1988
- Melaleuca brongniartii Däniker, 1933
- Melaleuca brophyi Craven, 1999
- Melaleuca buseana (Guillaumin) Craven & J.W.Dawson, 1998
- Melaleuca caeca Craven, 1999
- Melaleuca cajuputi Powell, 1809 - Cajeput
- Melaleuca cajuputi subsp. cumingiana (Turcz.) Barlow, 1997
- Melaleuca calcicola (Barlow ex Craven) Craven & Lepschi, 2010
- Melaleuca calothamnoides F.Muell., 1862
- Melaleuca calycina R.Br., 1812
- Melaleuca calyptroides Craven, 1999
- Melaleuca campanae Craven, 1999
- Melaleuca camptoclada F.C.Quinn, 1990
- Melaleuca capitata Cheel, 1924
- Melaleuca cardiophylla F.Muell., 1859
- Melaleuca carrii Craven, 1999
- Melaleuca cheelii C.T.White, 1932
- Melaleuca ciliosa Turcz., 1862
- Melaleuca citrolens Barlow, 1987
- Melaleuca clarksonii Barlow, 1997
- Melaleuca clavifolia Craven, 1999
- Melaleuca cliffortioides Diels, 1904
- Melaleuca coccinea A.S.George, 1966
- Melaleuca concinna Turcz., 1852
- Melaleuca concreta F.Muell., 1862
- Melaleuca condylosa Craven, 1999
- Melaleuca conothamnoides C.A.Gardner, 1964
- Melaleuca cordata Turcz., 1852
- Melaleuca cornucopiae Byrnes, 1984
- Melaleuca coronicarpa D.A.Herb., 1922
- Melaleuca croxfordiae Craven, 1999
- Melaleuca ctenoides F.C.Quinn, 1990
- Melaleuca cucullata Turcz., 1852
- Melaleuca cuticularis Labill., 1806
- Melaleuca dawsonii Craven, 1999
- Melaleuca dealbata S.T.Blake, 1968
- Melaleuca deanei F.Muell., 1887
- Melaleuca decora (Salisb.) Britten, 1916
- Melaleuca decussata R.Br., 1812
- Melaleuca delta Craven, 1999
- Melaleuca dempta (Barlow) Craven, 1999
- Melaleuca densa R.Br., 1812
- Melaleuca densispicata Byrnes, 1984
- Melaleuca depauperata Turcz., 1852
- Melaleuca depressa Diels, 1904
- Melaleuca dichroma Craven & Lepschi, 2001
- Melaleuca diosmatifolia Dum.Cours., 1811
- Melaleuca diosmifolia Andrews, 1806
- Melaleuca dissitiflora F.Muell., 1863
- Melaleuca eleuterostachya F.Muell., 1862
- Melaleuca elliptica Labill., 1806
- Melaleuca ericifolia Sm., 1797
- Melaleuca erubescens Nees, 1820
- Melaleuca eulobata Craven, 1999
- Melaleuca eurystoma Craven, 1999
- Melaleuca eximia (K.J.Cowley) Craven, 199
- Melaleuca exuvia Craven & Lepschi, 2004
- Melaleuca fabri Craven, 1999
- Melaleuca ferruginea Craven & Cowie, 2011
- Melaleuca filifolia F.Muell., 1862
- Melaleuca fissurata Barlow, 1992
- Melaleuca fluviatilis Barlow, 1997
- Melaleuca foliolosa A.Cunn. ex Benth., 1867
- Melaleuca fulgens R.Br., 1812
  - Melaleuca fulgens subsp. corrugata (J.M.Black ex Eardley) K.J.Cowley, 1990
  - Melaleuca fulgens subsp. steedmanii (C.A.Gardner) K.J.Cowley, 1990
- Melaleuca genialis Lepschi, 2010
- Melaleuca gibbosa Labill., 1806
- Melaleuca glaberrima F.Muell., 1862
- Melaleuca glauca Domin, 1928
- Melaleuca glena Craven, 1999
- Melaleuca globifera R.Br., 1812
- Melaleuca glomerata F.Muell., 1859
- Melaleuca gnidioides Brongn. & Gris, 1864
- Melaleuca grieveana Craven, 1999
- Melaleuca groveana Cheel & C.T.White, 1924
- Melaleuca halmaturorum F.Muell. ex Miq., 1859 
  - Melaleuca halmaturorum subsp. cymbifolia (Benth.) Barlow, 1988
- Melaleuca halophila Craven, 1999
- Melaleuca hamata Field. & G.A.Gardner, 1843
- Melaleuca hamulosa Turcz., 1847
- Melaleuca haplantha Barlow, 1988
- Melaleuca hemisticta S.T.Blake ex Craven, 2009
- Melaleuca hnatiukii Craven, 1999
- Melaleuca hollidayi Craven, 1999
- Melaleuca holosericea Schauer, 1847
- Melaleuca howeana Cheel, 1924
- Melaleuca huegelii Endl., 1837
- Melaleuca huttensis Craven, 1999
- Melaleuca hypericifolia Sm., 1797
- Melaleuca idana Craven, 1999
- Melaleuca incana R.Br., 1819
  - Melaleuca incana subsp. tenella (Benth.) Barlow, 1992
- Melaleuca interioris Craven & Lepschi, 2004
- Melaleuca irbyana F.Muell. ex R.T.Baker, 1912 publ. 1913
- Melaleuca johnsonii Craven, 1999
- Melaleuca keigheryi Craven, 1999
- Melaleuca kunzeoides Byrnes, 1984
- Melaleuca laetifica Craven, 1999
- Melaleuca lanceolata Otto, 1821
  - Melaleuca lanceolata subsp. planifolia Barlow, 1988
  - Melaleuca lanceolata subsp. thaeroides Barlow, 1988
- Melaleuca lara Craven, 1999
- Melaleuca lasiandra F.Muell., 1862
- Melaleuca lateralis Turcz., 1852
- Melaleuca lateriflora Benth., 1867
- Melaleuca lateritia A.Dietr., 1834
- Melaleuca laxiflora Turcz., 1852
- Melaleuca lazaridis Craven, 2009
- Melaleuca lecanantha Barlow, 1988
- Melaleuca leiocarpa F.Muell., 1877
- Melaleuca leiopyxis F.Muell. ex Benth., 1867
- Melaleuca leptospermoides Schauer, 1844
- Melaleuca leucadendra (L.) L., 1767
- Melaleuca leuropoma Craven, 1999
- Melaleuca linariifolia Sm., 1797
- Melaleuca linguiformis Craven, 1999
- Melaleuca linophylla F.Muell., 1862
- Melaleuca longistaminea (F.Muell.) Barlow ex Craven, 1999
- Melaleuca lutea Craven, 2010
- Melaleuca macronychia Turcz., 1852
- Melaleuca manglesii Schauer, 1844
- Melaleuca megacephala F.Muell., 1862
- Melaleuca megalongensis Craven & S.M.Douglas, 2009
- Melaleuca micromera Schauer, 1844
- Melaleuca microphylla Sm., 1812
- Melaleuca minutifolia F.Muell., 1859
- Melaleuca monantha (Barlow) Craven, 1999
- Melaleuca montis-zamiae Craven, 2009
- Melaleuca nanophylla Carrick, 1979
- Melaleuca nematophylla F.Muell. ex Craven, 1999
- Melaleuca nervosa (Lindl.) Cheel, 1945
  - Melaleuca nervosa subsp. crosslandiana (W.Fitzg.) Barlow ex Craven, 1999
- Melaleuca nesophila F.Muell., 1862
- Melaleuca nodosa (Sol. ex Gaertn.) Sm., 1797
- Melaleuca ochroma Lepschi, 2010
- Melaleuca oldfieldii F.Muell., 1862
- Melaleuca orbicularis Craven, 1999
- Melaleuca ordinifolia Barlow, 1992
- Melaleuca osullivanii Craven & Lepschi, 2004
- Melaleuca oxyphylla Carrick, 1979
- Melaleuca pallescens Byrnes, 1984
- Melaleuca pancheri (Brongn. & Gris) Craven & J.W.Dawson, 1998
- Melaleuca papillosa Craven, 1999
- Melaleuca parviceps Lindl., 1839
- Melaleuca parvistaminea Byrnes, 1984
- Melaleuca pauciflora Turcz., 1847
- Melaleuca pauperiflora F.Muell., 1862
- Melaleuca penicula (K.J.Cowley) Craven, 1999
- Melaleuca pentagona Labill., 1806
- Melaleuca phatra Craven, 2009
- Melaleuca phoidophylla Barlow ex Craven, 1999
- Melaleuca platycalyx Diels, 1904
- Melaleuca plumea Craven, 1999
- Melaleuca podiocarpa Barlow ex Craven, 1999
- Melaleuca polycephala Benth., 1867
- Melaleuca pomphostoma Barlow, 1992
- Melaleuca preissiana Schauer, 1844
- Melaleuca pritzelii (Domin) Barlow, 1992
- Melaleuca procera Craven, 1999
- Melaleuca propinqua Schauer, 1835
- Melaleuca protrusa Craven & Lepschi, 2010
- Melaleuca psammophila Diels, 1904
- Melaleuca pulchella R.Br., 1812
- Melaleuca pungens Schauer, 1844
- Melaleuca pustulata Hook.f., 1847
- Melaleuca pyramidalis Craven, 1999
- Melaleuca quadrifaria F.Muell., 1886
- Melaleuca quercina Craven, 2009
- Melaleuca quinquenervia (Cav.) S.T.Blake, 1958
- Melaleuca radula Lindl., 1839
- Melaleuca rhaphiophylla Schauer, 1844
- Melaleuca rigidifolia Turcz., 1852
- Melaleuca ringens Barlow, 1992
- Melaleuca ryeae Craven, 1999
- Melaleuca sabrina Craven, 1999
- Melaleuca saligna Schauer, 1843
- Melaleuca sapientes Craven, 1999
- Melaleuca scabra R.Br., 1812
- Melaleuca scalena Craven & Lepschi, 2004
- Melaleuca sciotostyla Barlow, 1988
- Melaleuca sclerophylla Diels, 1904
- Melaleuca sculponeata Barlow, 1992
- Melaleuca seriata Lindl., 1839
- Melaleuca sericea Byrnes, 1984
- Melaleuca serpentina Craven, 2009
- Melaleuca sheathiana W.Fitzg., 1902
- Melaleuca sieberi Schauer, 1843
- Melaleuca similis Craven, 1999
- Melaleuca societatis Craven, 1999
- Melaleuca sophisma Lepschi, 2010
- Melaleuca sparsiflora Turcz., 1847
- Melaleuca spathulata Schauer, 1844
- Melaleuca spectabilis (Barlow ex Craven) Craven & Lepschi, 2010
- Melaleuca sphaerodendra Craven & J.W.Dawson, 1998
  - Melaleuca sphaerodendra var. microphylla (Virot) Craven & J.W.Dawson, 1998
- Melaleuca spicigera S.Moore, 1902
- Melaleuca squamea Labill., 1806
- Melaleuca squamophloia (Byrnes) Craven, 1997
- Melaleuca squarrosa Sm., 1802
- Melaleuca stenostachya S.T.Blake, 1968
- Melaleuca stereophloia Craven, 1999
- Melaleuca stipitata Craven, 1997
- Melaleuca stramentosa Craven, 1999
- Melaleuca striata Labill., 1806
- Melaleuca strobophylla Barlow, 1988
- Melaleuca styphelioides Sm., 1797
- Melaleuca subalaris Barlow, 1988
- Melaleuca suberosa (Schauer) C.A.Gardner, 1931
- Melaleuca subfalcata Turcz., 1852
- Melaleuca subtrigona Schauer, 1844
- Melaleuca sylvana Craven & A.J.Ford, 2004
- Melaleuca systena Craven, 1999
- Melaleuca tamariscina Hook., 1848
- Melaleuca teretifolia Endl., 1837
- Melaleuca teuthidoides Barlow, 1988
- Melaleuca thapsina Craven, 1999
- Melaleuca thymifolia Sm., 1797
- Melaleuca thymoides Labill., 1806
- Melaleuca thyoides Turcz., 1847
- Melaleuca tinkeri Craven, 1999
- Melaleuca torquata Barlow, 1988
- Melaleuca tortifolia Byrnes, 1984
- Melaleuca trichophylla Lindl., 1839
- Melaleuca trichostachya Lindl., 1848
- Melaleuca triumphalis Craven, 1998
- Melaleuca tuberculata Schauer, 1844
  - Melaleuca tuberculata var. arenaria (C.A.Gardner) Craven, 1999
- Melaleuca ulicoides Craven & Lepschi, 2010
- Melaleuca uncinata R.Br., 1812
- Melaleuca undulata Benth., 1867
- Melaleuca urceolaris F.Muell. ex Benth., 1867
- Melaleuca uxorum Craven, G.Holmes & Sankowsky, 2003
- Melaleuca venusta Craven, 1999
- Melaleuca villosisepala Craven, 1999
- Melaleuca viminea Lindl., 1839
- Melaleuca vinnula Craven & Lepschi, 2004
- Melaleuca violacea Schauer, 1844
- Melaleuca viridiflora Sol. ex Gaertn., 1788
- Melaleuca wilsonii F.Muell., 1860
- Melaleuca wonganensis Craven, 1999
- Melaleuca xerophila Barlow, 1988
- Melaleuca zeteticorum Craven & Lepschi, 2004
- Melaleuca zonalis Craven, 1999

## Sử dụng

### Truyền thống

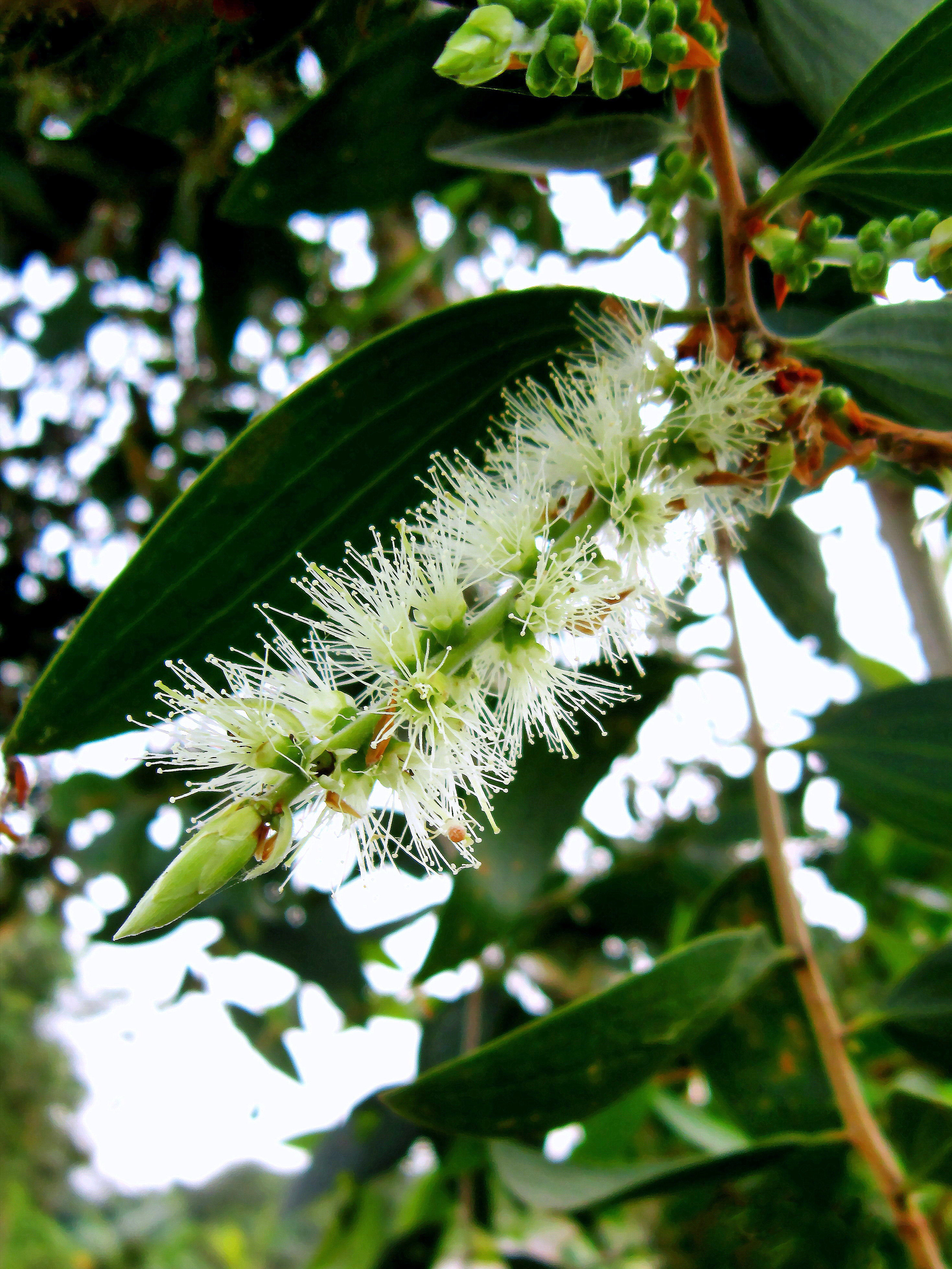
Bông (hoa) tràm lá dài

Thổ dân Úc sử dụng lá tràm cho nhiều mục đích y học, như nhai lá non để giảm đau đầu hay cho các mục đích chữa trị khác.
Độ mềm và dẻo của tràm làm cho nó trở thành cây cực kỳ hữu ích cho thổ dân Australia. Nó được dùng để lớp lót coolamon (một kiểu đồ đựng của thổ dân Úc) khi dùng như là chiếc nôi cho trẻ em, cũng như để làm băng trong băng bó vết thương, chiếu ngủ hay trong vai trò của vật liệu xây dựng các túp lều. Nó cũng được dùng để bao gói thực phẩm khi nấu nướng (tương tự như các tấm nhôm lá mỏng ngày nay), hay làm áo mưa dùng một lần, cũng như để chèn các lỗ hổng trong xuồng canoe. Trong ngôn ngữ Gadigal, nó được gọi là Bujor.

### Hiện đại
Các nghiên cứu khoa học đã chỉ ra rằng tinh dầu từ cây tràm trà (Melaleuca alternifolia) có tính kháng khuẩn và kháng sinh hiệu quả cao trong điều trị dạng thuốc đắp, mặc dù nó có thể gây ngộ độc khi sử dụng dưới dạng thuốc uống với liều lượng lớn hay khi người bệnh là trẻ em. Trong một vài trường hợp, các sản phẩm thuốc đắp có thể bị hấp thụ theo đường da và gây ra ngộ độc.
Tinh dầu tràm có thể được tìm thấy trong các dung dịch hữu cơ cho các loại dược phẩm mà được tuyên bố là có thể loại bỏ các dạng mụn cóc, như virus u nhú ở người. Tuy nhiên, chưa có chứng cứ khoa học nào chứng minh cho tuyên bố này ("Forces of Nature: Warts No More").
Tinh dầu tràm là thành phần hoạt hóa trong Burn-Aid, một loại thuốc phổ biến để sơ cứu các vết bỏng nhỏ.
Tinh dầu tràm trà cũng được sử dụng trong nhiều loại thuốc chữa bệnh cho cá cảnh (chẳng hạn Melafix và Bettafix) để xử lý nhiễm khuẩn và nhiễm nấm. Bettafix là dung dịch loãng của dầu tràm trà trong khi Melafix là dung dịch đặc hơn. Chúng được sử dụng chủ yếu để gia tăng tái phát triển vây và mô. Các loại thuốc này hay dùng cho cá chọi Xiêm nhưng cũng có thể dùng cho các loài cá khác.

## Xâm hại
Một loài tràm là tràm lá rộng (Melaleuca quinquenervia) được du nhập Florida (Hoa Kỳ) vào đầu thế kỷ 20 để giúp mở rộng đất đai bằng cách rút nước các đầm lầy. Cây này cũng được trồng lấy bóng mát trong vườn. Không ngờ, tràm lá rộng mọc lan thành khóm dày đặc, ganh đua với thảm thực vật bản địa và gây thiệt hại môi sinh, nhất là vũng lầy khoảng 391.000 mẫu Anh ở phía nam Florida. Cây này nay bị liệt trong danh sách các loài xâm hại nguy hiểm, nên bị ngăn cấm của DEP.

## Ảnh

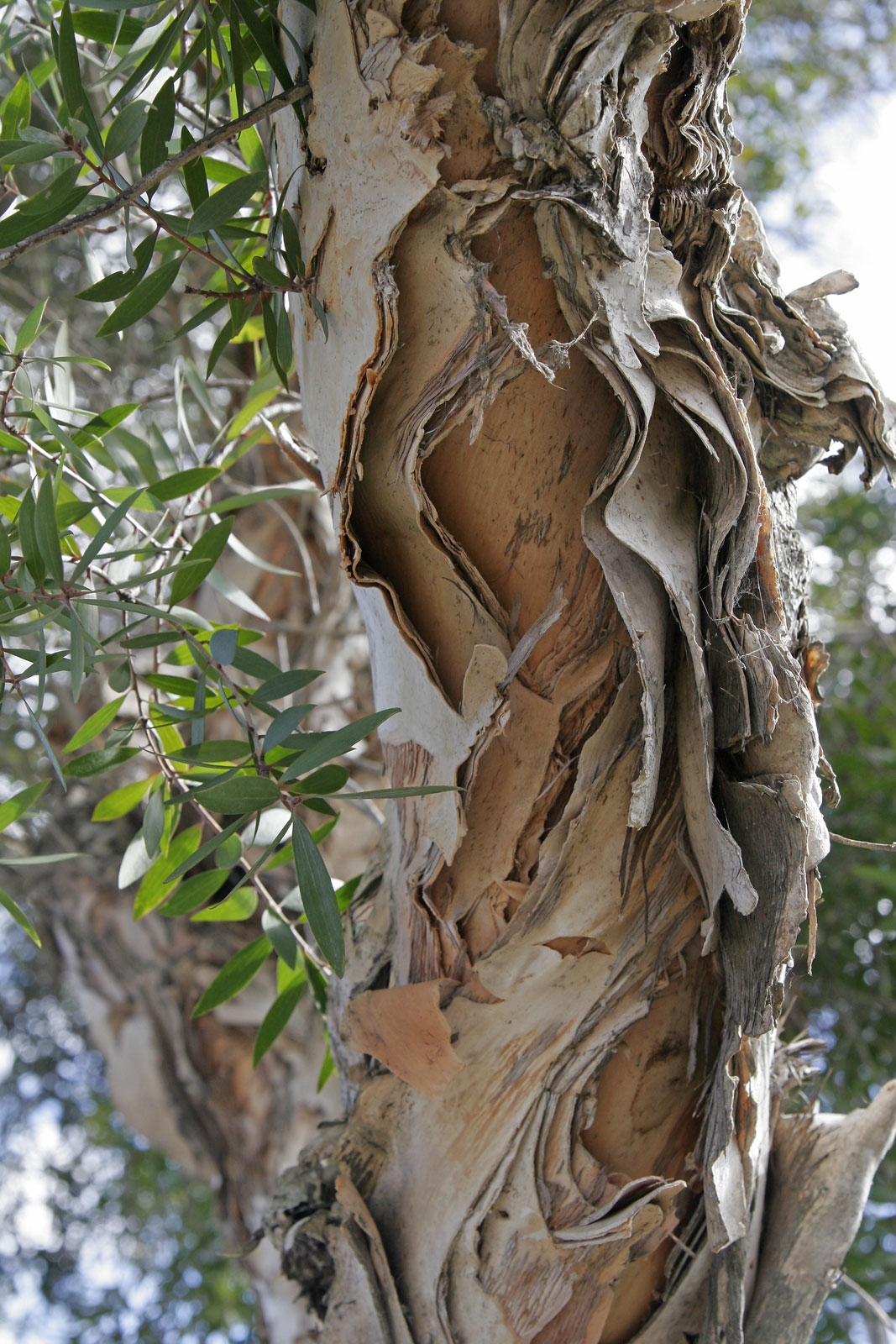
Cây tràm tại Melbourne
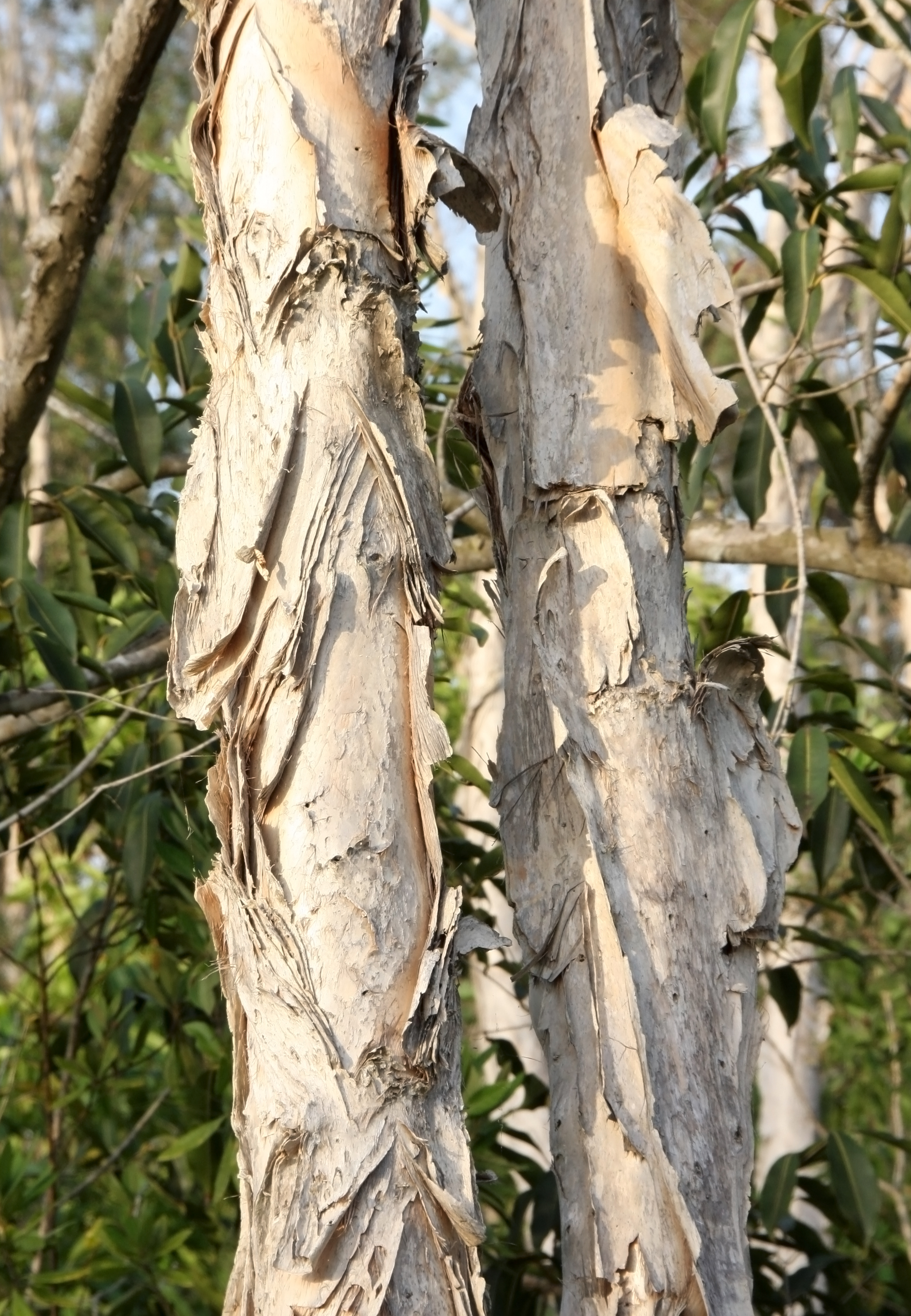
Vỏ cây tràm lá rộng (Melaleuca quinquenervia) cho thấy lớp vỏ dễ bóc
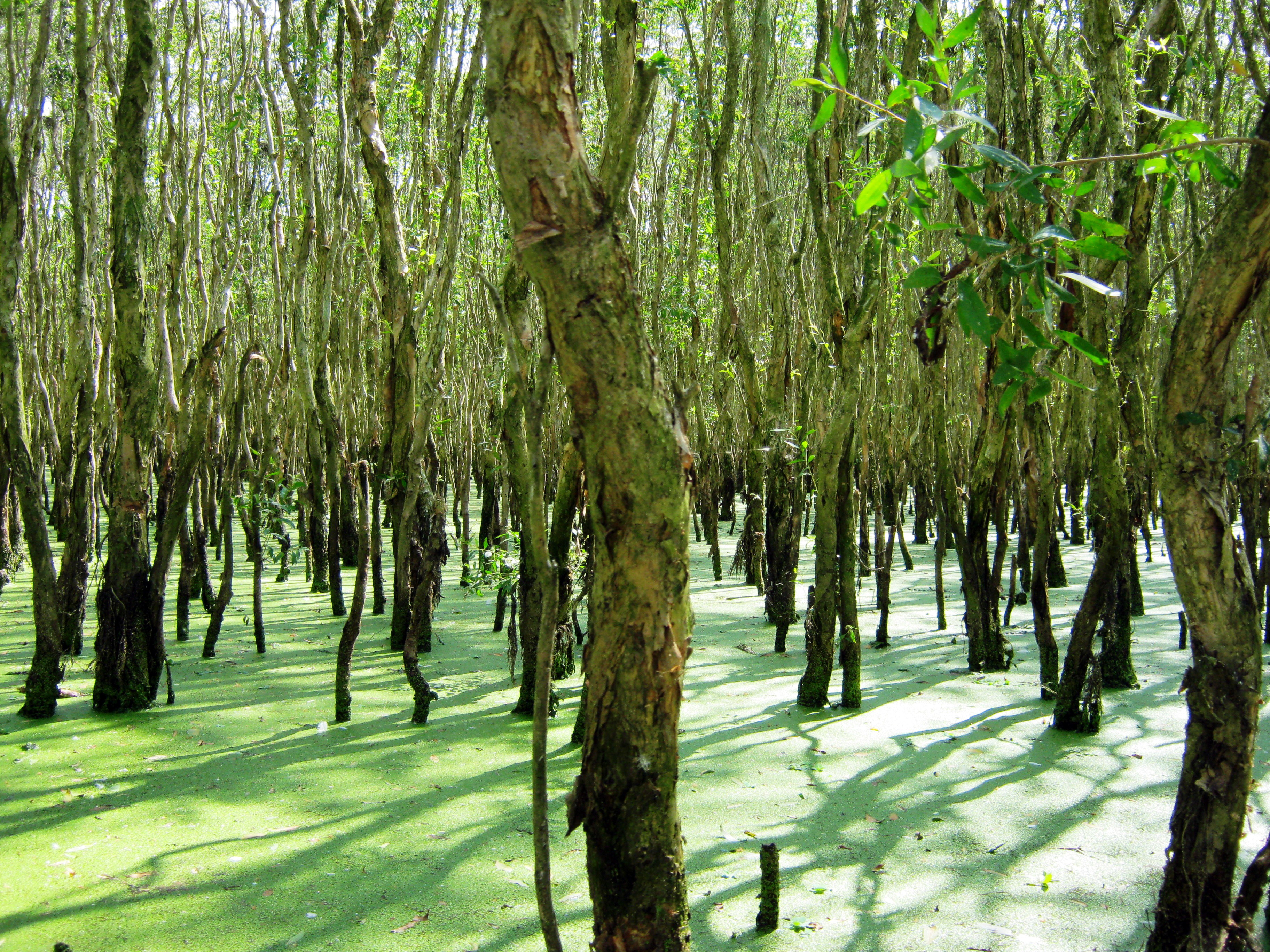
Rừng tràm Trà Sư ở An Giang (ảnh 1)
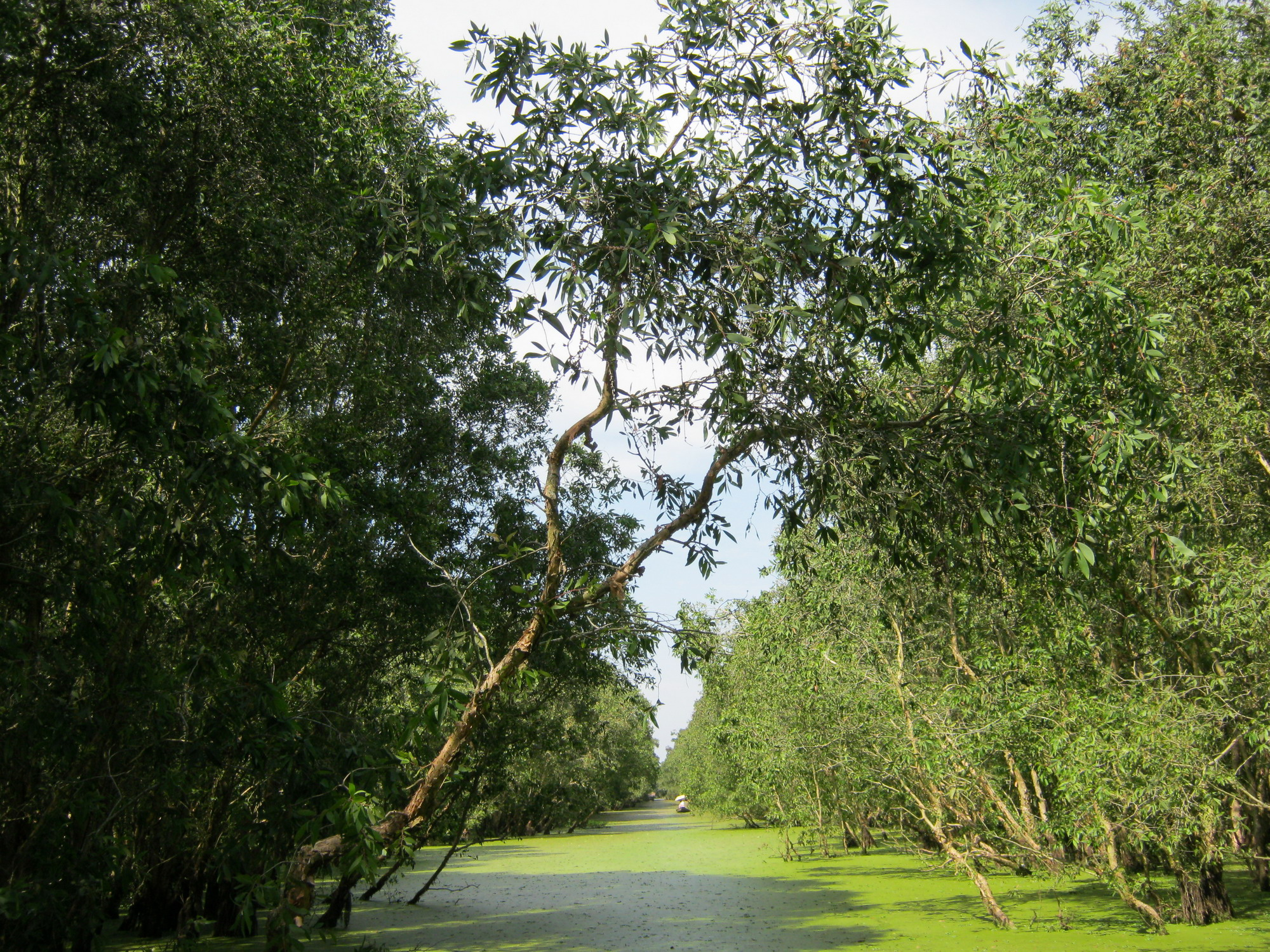
Rừng tràm Trà Sư ở An Giang (ảnh 2)
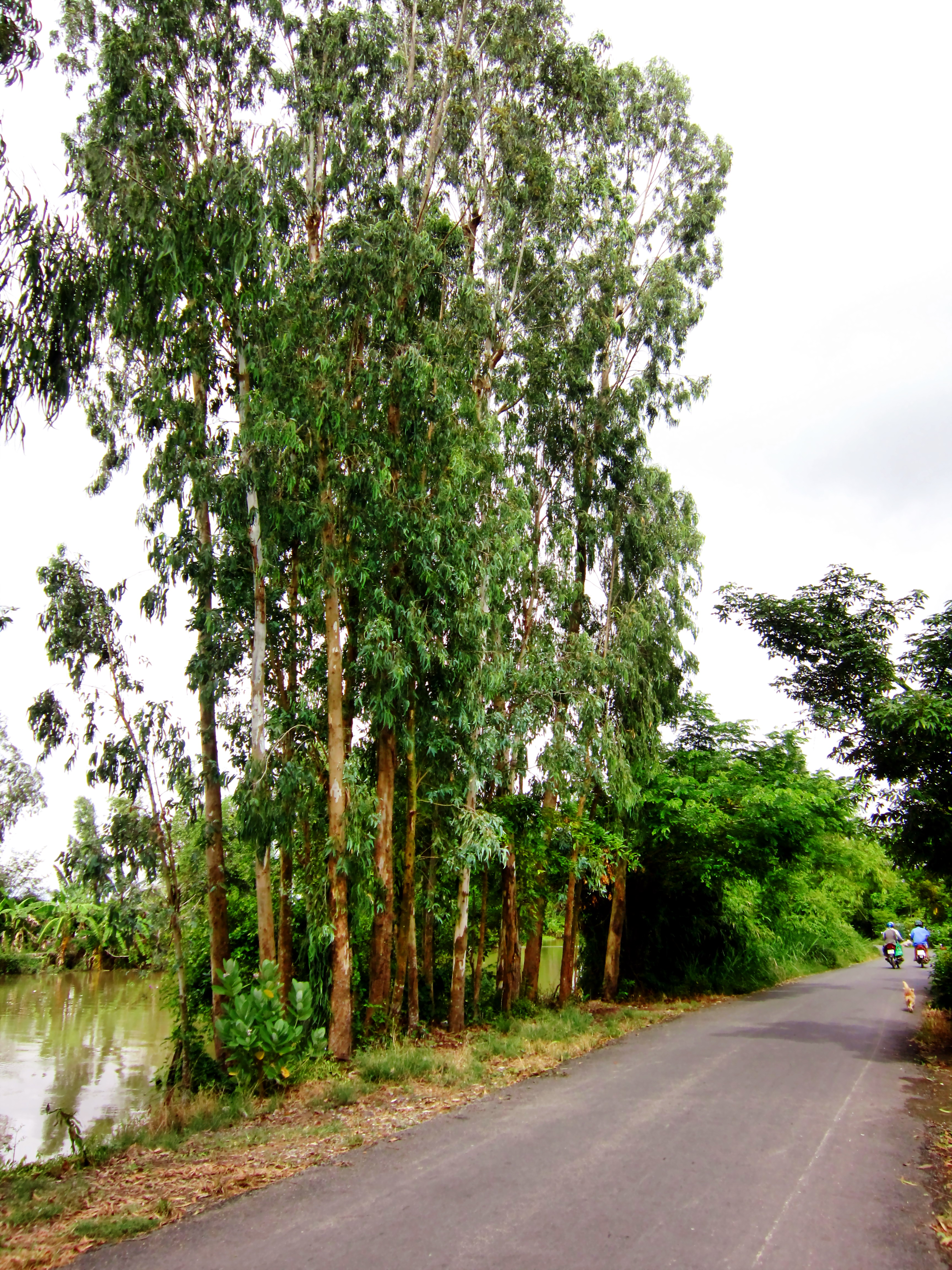
Tràm lá dài thường được trồng ven theo kênh rạch ở miền Nam Việt Nam.